# Campionatul Mondial de Atletism în sală din 2012
A 14-a ediție a Campionatului Mondial de Atletism în sală s-a desfășurat între 9 și 11 martie 2012 la Istanbul, Turcia. Au participat 630 de sportivi, veniți din 171 de țări.

## Sală
Probele au avut loc la Ataköy Atletizm Salonu din Istanbul. Acesta a fost inaugurat în anul 2012.

## Rezultate
RM - record mondial; RC - record al competiției; AM - record nord-american; AS - record asiatic; RE - record european; OC - record oceanic; SA - record sud-american; RA - record african; RN - record național; PB - cea mai bună performanță a carierei

### Masculin
| Event                | Aur | Aur         | Argint                                                                                               | Argint   | Bronz                                                                                 | Bronz      |
| 60 m                 | Justin Gatlin (USA) | 6,46        | Nesta Carter (JAM)                                                                                   | 6,54     | Dwain Chambers (GBR)                                                                  | 6,60       |
| 400 m                | Nery Brenes (CRC) | 45,11 RC RN | Demetrius Pinder (BAH)                                                                               | 45,34    | Chris Brown (BAH)                                                                     | 45,90      |
| 800 m                | Mohammed Aman (ETH) | 1:48,36     | Jakub Holuša (CZE)                                                                                   | 1:48,62  | Andrew Osagie (GBR)                                                                   | 1:48,92    |
| 1500 m               | Abdalaati Iguider (MAR) | 3:45,21     | Ilham Tanui Özbilen (TUR)                                                                            | 3:45,35  | Mekonnen Gebremedhin (ETH)                                                            | 3:45,90    |
| 3000 m               | Bernard Lagat (USA) | 7:41,44     | Augustine Kiprono Choge (KEN)                                                                        | 7:41,77  | Edwin Soi (KEN)                                                                       | 7:41,78    |
| 60 m garduri         | Aries Merritt (USA) | 7,44        | Liu Xiang (CHN)                                                                                      | 7,49     | Pascal Martinot-Lagarde (FRA)                                                         | 7,53 PB    |
| Ștafetă 4×400 m      | Statele Unite · Frankie Wright · Calvin Smith Jr. · Manteo Mitchell · Gil Roberts · Jamaal Torrance* · Quentin Iglehart-Summers* | 3:03,94     | Marea Britanie · Conrad Williams · Nigel Levine · Michael Bingham · Richard Buck · Luke Lennon-Ford* | 3:04,72  | Trinidad și Tobago · Lalonde Gordon · Renny Quow · Jereem Richards · Jarrin Solomon · | 3:06,85 RN |
| Săritura în înălțime | Dimitrios Chondrokoukis (GRE) | 2,33 PB     | Andrei Silnov (RUS)                                                                                  | 2,33     | Ivan Uhov (RUS)                                                                       | 2,31       |
| Săritura cu prăjina  | Renaud Lavillenie (FRA) | 5,95        | Björn Otto (GER)                                                                                     | 5,80     | Brad Walker (USA)                                                                     | 5,80       |
| Săritura în lungime  | Mauro Vinícius da Silva (BRA) | 8,23        | Henry Frayne (AUS)                                                                                   | 8,23 OC  | Aleksandr Menkov (RUS)                                                                | 8,22       |
| Triplusalt           | Will Claye (USA) | 17,70       | Christian Taylor (USA)                                                                               | 17,63    | Liukman Adams (RUS)                                                                   | 17,36 PB   |
| Aruncarea greutății  | Ryan Whiting (USA) | 22,00       | David Storl (GER)                                                                                    | 21,88 PB | Tomasz Majewski (POL)                                                                 | 21,72 RN   |
| Heptatlon            | Ashton Eaton (USA) | 6645 RM     | Oleksi Kasianov (UKR)                                                                                | 6071     | Artem Lukianenko (RUS)                                                                | 5969       |

* Atletul a participat doar la calificări, dar a primit o medalie.

### Feminin
| Event                | Aur                                                                                       | Aur      | Argint                                                                                 | Argint     | Bronz                                                                         | Bronz      |
| 60 m                 | Veronica Campbell-Brown (JAM)                                                             | 7,01     | Murielle Ahouré (CIV)                                                                  | 7,04 RN    | Tianna Bartoletta (USA)                                                       | 7,09       |
| 400 m                | Sanya Richards-Ross (USA)                                                                 | 50,79    | Aleksandra Fedoriva (RUS)                                                              | 51,76      | Natasha Hastings (USA)                                                        | 51,82      |
| 800 m                | Pamela Jelimo (KEN)                                                                       | 1:58,83  | Natalia Lupu (UKR)                                                                     | 1:59,67 PB | Erica Moore (USA)                                                             | 1:59,97 PB |
| 1500 m               | Genzebe Dibaba (ETH)                                                                      | 4:05,78  | Mariem Alaoui Selsouli (MAR)                                                           | 4:07,78    | Hind Déhiba (FRA)                                                             | 4:10,30    |
| 3000 m               | Hellen Onsando Obiri (KEN)                                                                | 8:37,16  | Meseret Defar (ETH)                                                                    | 8:38,26    | Gelete Burka (ETH)                                                            | 8:40,18    |
| 60 m garduri         | Sally Pearson (AUS)                                                                       | 7,73     | Tiffany Porter (GBR)                                                                   | 7,94       | Alina Talai (BLR)                                                             | 7,97       |
| Ștafetă 4×400 m      | Marea Britanie · Shana Cox · Nicola Sanders · Christine Ohuruogu · Perri Shakes-Drayton · | 3:28,76  | Statele Unite · Leslie Cole · Natasha Hastings · Jernail Hayes · Sanya Richards-Ross · | 3:28,79    | România · Angela Moroșanu · Alina Panainte · Adelina Pastor · Mirela Lavric · | 3:33,41    |
| Săritura în înălțime | Chaunté Lowe (USA)                                                                        | 1,98     | Antonietta Di Martino (ITA) · Anna Cicerova (RUS) · Ebba Jungmark (SWE)                | 1,95       |                                                                               |            |
| Săritura cu prăjina  | Elena Isinbaeva (RUS)                                                                     | 4,80     | Vanessa Boslak (FRA)                                                                   | 4,70 RN    | Holly Bleasdale (GBR)                                                         | 4,70       |
| Săritura în lungime  | Brittney Reese (USA)                                                                      | 7,23 RC  | Janay DeLoach (USA)                                                                    | 6,98       | Shara Proctor (GBR)                                                           | 6,89 RN    |
| Triplusalt           | Yamilé Aldama (GBR)                                                                       | 14,82    | Olga Rîpakova (KAZ)                                                                    | 14,63      | Mabel Gay (CUB)                                                               | 14,29      |
| Aruncarea greutății  | Valerie Adams (NZL)                                                                       | 20,54 OC | Michelle Carter (USA)                                                                  | 19,58      | Jillian Camarena-Williams (USA)                                               | 19,44      |
| Pentatlon            | Natalia Dobrinska (UKR)                                                                   | 5013 RM  | Jessica Ennis (GBR)                                                                    | 4965 RN    | Austra Skujytė (LTU)                                                          | 4802 RN    |

* Atleta a participat doar la calificări, dar a primit o medalie.

## Clasament pe medalii
| Loc   | Țară                       | Aur | Argint | Bronz | Total |
| ----- | -------------------------- | --- | ------ | ----- | ----- |
| 1     | Statele Unite ale Americii | 10  | 4      | 5     | 19    |
| 2     | Regatul Unit               | 2   | 3      | 4     | 9     |
| 3     | Etiopia                    | 2   | 1      | 2     | 5     |
| 4     | Kenya                      | 2   | 1      | 1     | 4     |
| 5     | Rusia                      | 1   | 3      | 4     | 8     |
| 6     | Ucraina                    | 1   | 2      | –     | 3     |
| 7     | Franța                     | 1   | 1      | 2     | 4     |
| 8     | Australia                  | 1   | 1      | –     | 2     |
| 8     | Jamaica                    | 1   | 1      | –     | 2     |
| 8     | Maroc                      | 1   | 1      | –     | 2     |
| 11    | Brazilia                   | 1   | –      | –     | 1     |
| 11    | Costa Rica                 | 1   | –      | –     | 1     |
| 11    | Grecia                     | 1   | –      | –     | 1     |
| 11    | Noua Zeelandă              | 1   | –      | –     | 1     |
| 15    | Germania                   | –   | 2      | –     | 2     |
| 16    | Bahamas                    | –   | 1      | 1     | 2     |
| 17    | China                      | –   | 1      | –     | 1     |
| 17    | Cehia                      | –   | 1      | –     | 1     |
| 17    | Coasta de Fildeș           | –   | 1      | –     | 1     |
| 17    | Italia                     | –   | 1      | –     | 1     |
| 17    | Kazahstan                  | –   | 1      | –     | 1     |
| 17    | Suedia                     | –   | 1      | –     | 1     |
| 17    | Turcia                     | –   | 1      | –     | 1     |
| 24    | Cuba                       | –   | –      | 1     | 1     |
| 24    | Belarus                    | –   | –      | 1     | 1     |
| 24    | Lituania                   | –   | –      | 1     | 1     |
| 24    | Polonia                    | –   | –      | 1     | 1     |
| 24    | România                    | –   | –      | 1     | 1     |
| 24    | Trinidad-Tobago            | –   | –      | 1     | 1     |
| Total | Total                      | 26  | 28     | 25    | 79    |

## Participarea României la campionat
12 atleți au reprezentat România.

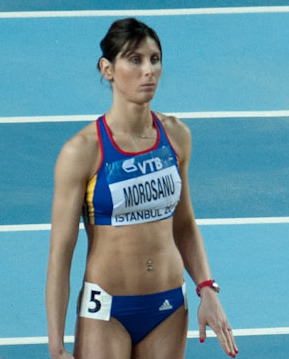
Angela Moroșanu

- Angela Moroșanu – 60 m garduri - locul 14 – ștafetă 4×400 m - locul 3
- Mirela Lavric – ștafetă 4×400 m - locul 3
- Alina Panainte – ștafetă 4×400 m - locul 3
- Adelina Pastor – ștafetă 4×400 m - locul 3
- Esthera Petre – înălțime - locul 7
- Viorica Țigău – lungime - locul 7
- Marian Oprea – triplusalt - locul 11
- Ioana Doagă – 1500 m - locul 11
- Mihai Donisan – înălțime - locul 15
- Cristina Bujin – triplusalt - locul 15
- Cornelia Deiac – lungime - locul 17
- Adelina Gavrilă – triplusalt - locul 19

## Participarea Republicii Moldova la campionat
Doi atleți au reprezentat Republica Moldova.
- Alexandru Cuharenco – lungime - locul 12
- Elena Popescu – 800 m - locul 14